# Алтани
Алтани, Илдэй-эхэ — супруга монгольского полководца и нойона-тысячника Борохула, возможно, племянница или приёмная сестра Чингисхана.
Будучи ещё ребёнком (не старше 14 лет), Алтани спасла жизнь младшему сыну Чингиса Толую. Согласно «Сокровенному сказанию», однажды в стойбище Алтани и её бабушки (или приёмной матери) Оэлун под видом нищего пришёл татарин Харгил-Шира, спасшийся после разгрома своего племени. Увидев игравшего во дворе Толуя и дождавшись, когда уйдут хозяйки, Харгил-Шира схватил мальчика и побежал, намереваясь зарезать. Алтани бросилась за Харгил-Широй и, догнав, вцепилась ему в руку, выбив нож. Услышав крик Алтани, на помощь пришли нукеры Чингиса Джэдэй и Джэлмэ; вооружившись топором и ножом, они набросились на Харгил-Ширу и убили его. 
После этого между Алтани, Джэдэем и Джэлмэ разгорелся спор о том, кто по праву должен считаться спасителем Толуя. Хотя Чингисхан наградил и Джэдэя, и Джэлмэ, он дал понять, что заслуга за спасение Толуя принадлежит Алтани. Позже Чингисхан выдал Алтани за своего сподвижника Борохула, который также когда-то спас жизнь одному из ханских сыновей. 
Рассказ о спасении Толуя приводится и в летописи XIV века «Джами ат-таварих», однако, в отличие от «Сказания», спасителем в нём является не Алтани, а сводный брат Чингисхана Шиги-Хутуху.

## В культуре
История о спасении Толуя (хотя и без участия Алтани) упоминается в романе И. К. Калашникова «Жестокий век» (1978).